# Iso Ylijärvi
Iso Ylijärvi är en sjö i Finland. Den ligger i kommunen Kuhmo i landskapet Kajanaland, i den östra delen av landet, 500 km nordost om huvudstaden Helsingfors. Iso Ylijärvi ligger 236 meter över havet. Den ligger vid sjön Pieni Ylijärvi. Arean är 45,5 hektar och strandlinjen är 3,62 kilometer lång. Sjön  ingår i Uleälvens huvudavrinningsområde. 